# 牧尾晴喜
牧尾 晴喜（まきお はるき、1974年-）は、株式会社フレーズクレーズ代表。一級建築士、博士（工学）。同志社女子大学、摂南大学で兼任教員。
ル・コルビュジエ、フランク・ロイド・ライト、ミース・ファン・デル・ローエ、といった巨匠建築家の書籍や建築・デザイン系企業のPR、小説や絵本などさまざまな翻訳にたずさわる。
また、「ことば」と「デザイン」をテーマに、アンビグラムの手法によるブックカバーや大阪の街をモチーフにしたクッキーのコンセプトデザインなどをてがけ、ウェブマガジン『学芸カフェ』やサンゲツヴォーヌのウェブサイト上コラムでインタビュアーを務めた。
ロイヤルメルボルン工科大学大学院修了の後、各国のデザイン・建築や言語について学ぶ。その後、独立。2014年にデザイン・建築・アート系専門の翻訳・通訳会社、フレーズクレーズへ改組。

## 略歴
- 1974年、大阪府生まれ
- 2003年にスタジオOJMMを結成（2014年、フレーズクレーズへ改組）
- 2006年、メルボルン大学での客員研究員（オーストラリア政府エンデバー・ジャパン・アワード）

## 訳書
- 『建築のかたちと金融資本主義: 氷山、ゾンビ、極細建築』『ナットとボルト 世界を変えた7つの小さな発明』『世界を変えた建築構造の物語』、草思社
- 『建築アイデア大全100 未来を形づくる、創造的な手法と思想』『デザインにできないこと』『［新版］我々は人間なのか』『幾何学パターンづくりのすべて ファッション、建築、デザインのためのリピートパターン制作ガイド』『〈折り〉の設計　ファッション、建築、デザインのためのプリーツテクニック』『アイソタイプ』『箱の設計』『ナチュラル アーキテクチャーの現在』、ビー・エヌ・エヌ
- 『モダン・ムーブメントの建築家たち: 1920-1970』、青土社
- 『暗闇の美術　陰鬱でもの悲しく怪奇な作品集』『シュルレアリスム　ポップアップ』、求龍堂
- 『あるノルウェーの大工の日記』『世界の橋の秘密ヒストリア』『彼女が大工になった理由』『死ぬまでに見たい世界の超高層ビル』、エクスナレッジ
- 『フランク・ロイド・ライト――世界を結ぶ建築』『安藤忠雄 建築家と建築作品』、鹿島出版会
- 『「家」とは何か―アルヴァロ・シザの原点』、新建築社
- 『ながいながいみち』『3びきのこぶた　～建築家のばあい～』ワールドアーキテクチャー・シリーズ、トランスビュー（バナナブックス）
- 現代建築家コンセプト・シリーズ、LIXIL出版
- 『VOGUE JAPAN』『AXIS』『アイデア』『A+U』『GA』『建築雑誌』などの雑誌